# معاهده دریاهای آزاد
معاهده دریاهای آزاد (انگلیسی: High Seas Treaty)
معاهده دریای آزاد سازمان ملل یک ابزار قانونی الزام آور برای حفاظت و استفاده پایدار از تنوع زیستی دریایی در مناطق خارج از صلاحیت ملی است.این یک توافق نامه تحت کنوانسیون ملل متحد درباره حقوق دریاها (UNCLOS) است و همچنین به عنوان معاهده تنوع زیستی فراتر از صلاحیت ملی یا معاهده BBNJ شناخته می شود.متن در طی یک کنفرانس بین دولتی در سازمان ملل در ۴ مارس ۲۰۲۳ نهایی شد و در ۱۹ ژوئن ۲۰۲۳ به تصویب رسید.هم دولت ها و هم سازمان های ادغام اقتصادی منطقه ای می توانند به این معاهده تبدیل شوند.
این معاهده به چهار موضوع می پردازد:(۱) ذخایر ژنتیکی دریایی (MGRs)، از جمله تقسیم منصفانه و عادلانه منافع؛ ابزارهای مدیریت مبتنی بر منطقه (ABMTs)، از جمله منطقه حفاظت‌شده دریایی(MPAs)؛ (۳) ارزیابی پیامد زیست‌محیطی (EIAs) و (۴) ظرفیت‌سازی و انتقال فناوری دریایی (CB&TMT).ابزارهای مدیریت مبتنی بر منطقه و ارزیابی‌های اثرات زیست‌محیطی عمدتاً به حفاظت و استفاده پایدار از تنوع زیستی دریایی مربوط می‌شوند، در حالی که منابع ژنتیکی دریایی و ظرفیت‌سازی و انتقال فناوری دریایی شامل موضوعات عدالت اقتصادی و برابری می‌شود.
صلح سبز آن را "بزرگترین پیروزی حفاظت از محیط زیست تا کنون" نامیده است.دستاورد اصلی امکان جدید ایجاد مناطق حفاظت شده دریایی در آب های بین المللی است.با انجام این کار، این توافق اکنون حفاظت از ۳۰ درصد از اقیانوس ها را تا سال ۲۰۳۰ (بخشی از هدف ۳۰ در ۳۰) ممکن می کند.
این معاهده دارای ۷۵ ماده است و هدف اصلی آن «حمایت از اقیانوس‌های جهان برای نسل‌های کنونی و آینده، مراقبت و حفاظت از محیط زیست دریایی و اطمینان از استفاده مسئولانه از آن، حفظ یکپارچگی اکوسیستم‌های زیردریایی و حفظ ارزش ذاتی تنوع زیستی دریایی است. ".این معاهده دانش سنتی را به رسمیت می شناسد.مقالاتی در مورد اصل "پرداخت آلوده کننده ها" و تأثیرات مختلف فعالیت های انسانی از جمله مناطق خارج از صلاحیت ملی کشورهای سازنده آن فعالیت ها دارد.این توافقنامه توسط ۱۹۳ کشور عضو سازمان ملل به تصویب رسید.
قبل از اجرایی شدن این معاهده، باید حداقل ۶۰ کشور عضو سازمان ملل آن را تصویب کنند. این روند احتمالاً مدتی طول می کشد.معاهده سابق، UNCLOS، در سال ۱۹۸۲ به تصویب رسید و در سال ۱۹۹۴ لازم الاجرا شد.در سال ۲۰۲۳، کنوانسیون ملل متحد درباره حقوق دریاها توسط ۱۶۷ کشور و اتحادیه اروپا تصویب شد. با این حال، برخی از کشورها، از جمله ایالات متحده، هنوز آن را امضا و تصویب نکرده اند.

## پیشینه
اقیانوس های جهان با کاهش شدید تنوع زیستی و تخریب اکوسیستم ها(بوم‌سازگان) به دلیل تهدیدات مربوط به تغییر اقلیم و گسترش فعالیت های انسانی مانند ترابرد باری، ماهیگیری بی‌رویه، آلودگی پلاستیک و استخراج معادن در اعماق دریا مواجه هستند.در نتیجه، نیاز مبرمی به یک چارچوب منسجم‌تر حاکمیت اقیانوس وجود دارد، زیرا چارچوب موجود برای حفاظت مؤثر و استفاده پایدار از تنوع زیستی دریایی در مناطق خارج از صلاحیت ملی بسیار پراکنده و ناقص است.
نواحی فراتر از صلاحیت ملی، آب‌های بین‌المللی (ستون آب) و بستر دریا را به خطر می اندازند که حدود دو سوم اقیانوس را تشکیل می دهند.این مناطق در حال حاضر توسط موافقت نامه های منطقه ای و بخشی مختلف، مانند سازمان های مدیریت شیلات منطقه ای (RFMOs) تنظیم می شوند.با این حال، آنها فقط می توانند اقداماتی را در چارچوب وظایف مربوطه خود اجرا کنند و همکاری وجود ندارد.علاوه بر این، تنها چند منطقه تحت پوشش قرار می گیرند و اکثریت را به همان اندازه که تنظیم نشده باقی می گذارد.یک سوم باقیمانده اقیانوس تحت صلاحیت ملی است و در منطقه انحصاری اقتصادی (EEZs) واقع شده است.مناطق انحصاری اقتصادی ۲۰۰ مایل دریایی (حدود ۳۷۰ کیلومتر) از خط پایه دریای سرزمینی گسترش دارند.این مناطق تحت UNCLOS ایجاد شده اند و به کشورهای ساحلی حوزه قضایی را بر منابع زنده و غیر زنده در آب و بستر دریا می دهند.

## مذاکرات
توافق جدید تحت UNCLOS برای مناطق خارج از صلاحیت ملی تقریباً ۲۰ سال است که در سازمان ملل مورد بحث قرار گرفته است.سازمان ملل جلسات مقدماتی را در سال ۲۰۰۴ آغاز کرد تا پایه و اساس توافقنامه اجرایی UNCLOS را برای رسیدگی به شکاف های حاکمیتی و نظارتی ایجاد کند.در ۲۴ دسامبر ۲۰۱۷، مجمع عمومی سازمان ملل متحد قطعنامه ۷۲/۲۴۹ را برای تشکیل یک کنفرانس بین دولتی و انجام مذاکرات رسمی برای یک سند جدید بین المللی الزام آور تحت UNCLOS برای حفاظت و توسعه پایدار تنوع زیستی دریایی در مناطق خارج از صلاحیت ملی تصویب کرد.بین سال‌های ۲۰۱۸ تا ۲۰۲۳، دیپلمات‌ها در مقر سازمان ملل متحد در شهر نیویورک برای جلسات مذاکره گرد هم آمده‌اند. در مجموع تا کنون پنج جلسه برگزار شده است.
در اولین جلسه در سپتامبر ۲۰۱۸، به نظر می‌رسید که مفهوم «فراتر از صلاحیت ملی» تأثیر بیشتری بر مواضع اتخاذ شده داشته باشد تا نگرانی‌های مستقیم در مورد خود «تنوع زیستی».
در جلسه دوم مارس/آوریل ۲۰۱۹، مشخص شد که اصل مبنی بر اینکه توافقنامه جدید BBNJ "نباید تضعیف" موسسات موجود باشد، می تواند مانعی برای پیشرفت در جهت دستیابی به یک ابزار موثر باشد.
جلسه سوم در آگوست ۲۰۱۹ حول دوگانگی بین اصول آزادی دریاها و میراث مشترک بشریت شکل گرفت.
جلسه چهارم در ابتدا برای سال ۲۰۲۰ برنامه ریزی شده بود، اما به دلیل همه گیری COVID-19 تا مارس ۲۰۲۲ به تعویق افتاد. در طول جلسه، فقدان اراده سیاسی مشاهده شد، زیرا دولت ها همچنان به مسائل اساسی و کلیدی برای یک معاهده جدید اعتراض می کردند.
پنجمین جلسه در آگوست ۲۰۲۲ برگزار شد و پیشرفت های چشمگیری حاصل شد، اما امکان دستیابی به اجماع بر سر متن نهایی معاهده وجود نداشت.از این رو با تعلیق جلسه و از سرگیری آن در تاریخ بعدی موافقت شد. در فوریه / مارس ۲۰۲۳ از سر گرفته شد و متن نهایی پس از تقریبا دو دهه کار مورد توافق قرار گرفت.رنا لی، رئیس کنفرانس بین دولتی، با عبارت «کشتی به ساحل رسید»، توافق نهایی را اعلام کرد.پنجمین جلسه از سر گرفته شده دیگر در ۱۹ ژوئن برگزار شد، جایی که معاهده به تصویب رسید.این معاهده از ۲۰ سپتامبر، یک روز پس از نشست سران درباره اهداف توسعه پایدار(سند ۲۰۳۰ یونسکو)، برای امضا در شهر نیویورک باز خواهد بود. امضاها به مدت دو سال پس از ۲۰ سپتامبر باز خواهند بود.

## محتوای معاهده